# مطار بولتافا الدولي
مطار بولتافا الدولي (بالأوكرانية: Міжнародний аеропорт Полтава) و (بالإنجليزية: Poltava International Airport) (إياتا: PLV، إيكاو: UKHP) مطار دولي يقع على بعد 7 كم غرب مدينة بولتافا, ويقع بالقرب من قريتي أيفاشكي (بالأوكرانية: Івашки) و سوبرونيفكا (بالأوكرانية: Супрунівка)

## تأريخ المطار
- تم بناء المطار عام 1924 في عام 1984 ، تم بناء محطة ركاب جديدة من تصميم المهندسين المعماريين رودوي وسوخوملين، اعتبارًا من (2013) ، قبلت رحلات الطيران الحكومي فقط وفرق كرة القدم
- في 20 ديسمبر 2017 تم تحويل حالة المطار إلى مطار دولي[2]
- في 29 يوليو 2018 ، أستقبل مطار بولتافا الدولي أول رحلة ركاب بعد إعادة الإعمار والتأهيل حيث بدأ السياح بالوصول للمدينة.
- في 17 أغسطس، 2018 ، قابلت بولتافا الرحلة الثانية بعد إعادة بناء مطارها وأول رحلة دولية على متنها وصل فريق ماريوبول لكرة القدم من مدينة فرانكفورت الألمانية.
- في 26 مارس 2019 ، أقلعت أول طائرة من مطار بولتافا في رحلة دولية: طائرة من طراز بوينج 737-700 على متنها 149 راكبًا برحلة إلى شرم الشيخ (مصر).
- في 2 مايو 2019 ، غادرت أول رحلة إلى تركيا من مطار بولتافا الدولي

## روابط خارجية
- الموقع الرسمي لمطار بولتافا الدولي